# Juan Carlos Da Costa
Juan Carlos Da Costa (Asunción, 1944 - Asunción, 5 de abril de 1976) fue el principal dirigente de la Organización Político Militar (OPM), movimiento clandestino creado a mediados de la década del setenta en Paraguay contra la dictadura del general Alfredo Stroessner. Murió en un enfrentamiento con la policía el 5 de abril de 1976.

## Vida
Juan Carlos Da Costa nació en 1944. Era hijo de una boliviana unida a don Juan Da Costa, un paraguayo que la trajo a vivir a Asunción. Cursó sus estudios secundarios en el Colegio Nacional de la Capital, del cual fue expulsado en 1956 por “agitador”. En su juventud tuvo una breve militancia en el Partido Liberal. Sus inclinaciones literarias lo llevaron a escribir en revistas culturales de la época como Péndulo y Criterio.
Fue apresado por primera vez en agosto de 1966 cuando se encontraba empeñado en organizar el germen de una organización clandestina de resistencia a la dictadura de Alfredo Stroessner, que gobernaba el país desde 1954. En esa ocasión fue torturado de manera brutal y permaneció encarcelado hasta junio de 1971 cuando fue deportado a la Argentina. Allí partiendo de cero en recursos humanos y materiales, persistió en su idea de crear un movimiento revolucionario en el Paraguay.
En Argentina, Juan Carlos Da Costa, trabó relación con organizaciones de izquierda, fundamentalmente con Montoneros. En 1971, luego de la victoria de Salvador Allende, viaja a Chile y se relaciona con dirigentes de la Unidad Popular y del Movimiento de Izquierda Revolucionaria. En esa época, pasa a vivir con Nidia González Talavera, quien sería su compañera hasta el final de la aventura revolucionaria.

## Organización Revolucionaria
En 1974 ingresa clandestinamente al Paraguay, donde dedica todo su esfuerzo a contactar y organizar a los primeros integrantes de la futura OPM, esencialmente estudiantes universitarios de clase media de Asunción. El movimiento propugnaba un “nacionalismo revolucionario”, de tinte leninista dispuesto a enfrentar a la dictadura desde la insurgencia guerrillera.
Su actividad y liderazgo fueron fundamentales para el crecimiento de la organización en la capital y en ciertos núcleos campesinos, la mayor parte de ellos vinculados en años anteriores a la experiencia de las Ligas Agrarias Cristianas. Durante el año siguiente la OPM creció de manera acelerada, llegando a captar más militantes de lo que su precaria estructura de seguridad podía absorber. La OPM llegó a entrenar militarmente a un pequeño número de militantes y contó con escaso armamento. No llegó a realizar ningún operativo de importancia, aunque en los primeros meses de 1976 empezaba a contar con el refuerzo dirigencial de un grupo de universitarios paraguayos que estudiaban en la ciudad argentina de Corrientes.
En los primeros días de marzo de 1976, uno de esos estudiantes, Carlos Brañas, es detectado de modo casual en el cruce fronterizo de Encarnación y, a través de él, la Policía se entera de la existencia del grupo clandestino. En los días siguientes se desató una oleada represiva en la que cada integrante apresado llevaba a otro hasta que en la noche del 4 de abril la Policía llega a una casa ubicada en el Barrio Herrera de Asunción. Se encontraba allí Juan Carlos Da Costa, en compañía de Mario Schaerer Prono y su esposa Guillermina Kannonikoff, dirigentes importantes de la organización. En el allanamiento de la casa se produjo un cruce de disparos que terminaron con la vida de Juan Carlos Da Costa y dejó con una herida en el abdomen al comisario del Departamento de Investigaciones, Alberto Buenaventura Cantero. Schaerer Prono y Kannonikoff lograron escapar por los fondos de la casa y buscaron refugio en un colegio cercano donde ambos enseñaban. Un sacerdote, sin embargo, decidió entregarlos a la Policía bajo promesas incumplidas de que no serían maltratados. Mario Schaerer Prono fue muerto en tortura en el Departamento de Investigaciones y su esposa Guillermina dio a luz en prisión un hijo de ambos.
La represión contra los otros integrantes de la OPM continuó durante las semanas siguientes, cobrándose la vida de 20 personas y la prisión de cerca de 1500 paraguayos. La mayor parte de ellos ni siquiera conocía la existencia del movimiento clandestino. La policía de Stroessner aprovechaba el descubrimiento de este grupo clandestino de izquierda para ampliar la represión hacia grupos políticos y sociales opositores. La violencia política se extendió, durante la Semana Santa de 1976, a algunos lugares del interior del país donde la policía había detectado células campesinas integradas a la OPM. Esta oleada represiva fue conocida posteriormente por la prensa como la Pascua Dolorosa. 
La represión contra la OPM fue la más importante del stronismo desde el enfrentamiento contra la insurgencia armada de 1959 – 1960. El nombre de Juan Carlos Da Costa permaneció en el desconocimiento colectivo en el Paraguay hasta que la aparición de los archivos políticos de la dictadura (Archivos del Terror) en 1992, permitieron redescubrir su vida, dedicada íntegramente a construir el movimiento revolucionario en el Paraguay. Su derrota y su muerte prematura, sin embargo, lo relegaron a un pie de página en los libros de historia.